# Svaz měst a obcí České republiky
Svaz měst a obcí České republiky je spolek, který se deklaruje jako otevřená, zájmová, nestranická nevládní organizace. Jeho cílem je hájení společných zájmů obcí sdružených ve svazu v duchu principů Evropské charty místní samosprávy. Členem svazu může být obec České republiky, ale i jiná právnická osoba. Svaz byl novodobě založen v roce 1990, hlásí se ale k historii Svazu českých měst v království Českém, založeného roku 1907, a jeho dalším formám a nástupcům.

## Historie
Svaz měst a obcí České republiky v úvodních informacích na svém webu ani ve svých stanovách neuvádí datum ani rok svého založení, stanovy během své existence mnohokrát změnil. V roce 2007 však svaz slavil sté výročí „svého“ vzniku, tedy se přihlásil k dřívějšímu svazu.
V květnu roku 1895 se sešli zástupci 76 měst ze všech tří zemí Koruny české v Praze na Staroměstské radnici, aby se poradili o dosahu berní reformy, kterou v té době ji projednávala říšská rada ve Vídni. 22. ledna 1905 se na popud České národní rady sešli zástupci měst znovu, aby se sjednotili na odporu proti Körbrovým vládním studiím o reformě vnitřní správy, které ohrožovaly obecní i okresní autonomii. Po organizaci městské autonomie volal v roce 1903 v Samosprávném Obzoru ředitel městského úřadu v Písku dr. Josef Uhlíř. Periodické sjezdy zástupců měst navrhla Rada královského města Kolína 30. srpna 1907. 27. října 1907 se v Kolíně pod vedením kolínského starosty Antonína Sládka konal Sjezd českých měst. Účastnilo se více než dvě stě delegátů ze stovky českých měst. K hlavním bodům programu patřila sanace městských financí a reforma veřejného chudinství. Účastníci sjezdu se shodli, že k nápravě „musí následovat sjezd za sjezdem s prací nejintensivnější.“ Delegáti sjezdu přijali Organisační statut sjezdový, zvolili stálý výbor sjezdový a stálé pracovní odbory – právní, finanční, školský a sociální, později byl pak zřízen ještě odbor technicko-zdravotní. Stálý výbor sjezdový byl pověřen založením organizace pod názvem Svaz českých měst v království Českém. Stálému výboru předsedal MUDr. Antonín Štych, první náměstek starosty král. hl. m. Prahy. Jednou z prvních akcí nově založeného Svazu byl II. sjezd českých měst z království Českého 26.–28. září 1908 v Praze u příležitosti jubilejní výstavy obchodní a živnostenské komory. III. sjezd se konal roku 1909 v Klatovech a zde byl dán první podnět k vydávání Věstníku Svazu českých měst, který začal vycházet v únoru 1911. IV. sjezd se konal 15. až 17. října 1911 v Praze u příležitosti výstavky pořádané společně s Českým zemským spolkem pro reformu bytovou v království Českém a Svazem českých spolků pro okrašlování a ochranu domoviny, hlavními tématy byla bytová problematika a školství. V. sjezd se konal u příležitosti Severočeské hospodářské a živnostensko-průmyslové výstavy v Mladé Boleslavi 27. až 28. července 1912. Svaz českých měst začal intenzivně spolupracovat se Svazem okresů. 20. srpna 1913 se v Praze konal mimořádný protestní sjezd české samosprávy, okresní i obecní, který reagoval na vzrůstající spory mezi českou a německou politickou reprezentací a protestoval proti rozhodnutí c. k. vlády zrušit Zemský výbor složený z důvěrníků sněmu království Českého. Delegáti sjezdu odmítli pokládat zeměpanskou Zemskou správní komisi pro království České za zákonný orgán ke správě země. VI. řádný sjezd, přichystaný na září roku 1914, byl odložen kvůli začátku světové války. Mimořádný sjezd se konal 18. července 1915 v Praze. 2. prosince 1915 se konal v Praze Společný slavnostní sjezd českých měst a okresů nna paměť nejvyššího panovnického jubilea císaře a krále Františka Josefa I., k jeho 67. výročí slávyplného panování. V srpnu 1916 byl na oslavu narozenin císaře svolán do Prahy druhý slavnostní sjezd, kde byl „Jeho císařskému a královskému Veličenstvu složen hold neochvějné věrnosti.“ Na 17. září 1918 sezval svaz měst spolu se svazem okresů sezval zástupce veřejné správy do Prahy na mimořádný sjezd, jehož jediným cílem bylo projednat otázku zásobování obyvatelstva českých okresů a měst v nastávajícím roce.
Po první světové válce se svaz adaptoval na nové poměry s tím, „že to byla právě česká města, která finančně i administrativně pomáhala budovati svobodný stát.“ VI. sjezd byl svolán na 3. červen 1920 do Prahy. V červenci roku 1920 dal Svaz českých měst podnět k vybudování ústřední organizace českých, moravských, slezských a slovenských měst. Svaz nejprve navázal styky s moravskými kolegy a během jednání se zrodila myšlenka na zřízení tzv. Ústředí československé samosprávy, volného sdružení, sjednocujícího i svazky okresů a zemí. Poradní sjezd české samosprávy se konal 3. října 1920 v Brně, návrh na utvoření Ústředí československé samosprávy zde byl bez jakýchkoli námitek přijat a ústředí prohlášeno za utvořené. V pracovním výboru Ústředí měly zastoupení: Svaz českých měst, Ústředí starostenských sborů a silničních výborů na Moravě, Svaz českých okresů na Královských Vinohradech, Ústředí starostenských sborů ve Slezsku a Slezské Ostravě, Zemský správní výbor pro Čechy v Praze, Zemský výbor pro Moravu v Brně, Zemská správní komise pro Slezsko v Opavě, Města slovenská. Tato volná organizace však brzy tiše zanikla, další pokud o navázání podobné spolupráce byl znovu proveden až v roce 1928. 10. října 1920 se konal v Praze mimořádný sjezd na téma sanace obecních financí.
Na sjezdu slovenské samosprávy v Bratislavě v červenci roku 1922 byla zřízena slovenská sekce při Svazu českých měst a název svazu od té doby některé zdroje uvádějí jako Svaz československých měst. 21.–24. září 1924 se v Praze konal druhý odborný sjezd československých měst, který byl spojen s pražskými vzorkovými veletrhy a jeho ústředním tématem byla normalizace technickohospodářských potřeb měst a obcí, zejména po stránce stavební, kanalizační, vodárenské, plynárenské a automobilové. VII. řádný sjezd Svazu, tentokrát ji československých měst, se konal 28. června 1925 v Brně. Svaz tehdy sdružoval 365 československých měst a obcí. Od roku 1924 byl svaz členem Mezinárodní unie měst.
Na VIII. řádném sjezdu Svazu čsl. měst 18. března 1928 v Praze česká města a větší obce přizvaly k úzké spolupráci i venkovské obce, zároveň byl svaz přejmenován na Svaz československých měst a obcí. Obcím do 1000 obyvatel, pokud se sdruží, příslušel na každých 5000 obyvatel jeden hlas. Sjezd dal také podnět k jednání se Svazem českých okresů a s ústředími starostenských sborů na Moravě a ve Slezsku o vzájemné spolupráci a jednotném postupu ve společných záležitostech. Následný mimořádný sjezd 8. prosince 1928 schválil návrh organizačního řádu Českého zemského Svazu měst, obcí a okresů a sjezd zmocnil předsednictvo Svazu čsl. měst a obcí, aby společně s předsednictvem Svazu českých okresů připravily řádné ustavení všech orgánů nové organizace a svolaly ustavující valnou hromadu nového svazu do Prahy. Ministerstvo vnitra i Zemský úřad ale zaujaly stanovisko, že okresy se nesmějí sdružovat, a důvěrné oběžníky, zaslané přednostům okresních úřadů, prohlásily připravovanou organizaci za nezákonnou. Začátkem roku 1930 byla pod názvem České zemské Ústředí obcí, měst a okresů přece jen ustavena, ale její stanovy schváleny nebyly a ústředí tak zůstalo jen volným sdružením. V roce 1930 byla dosavadní slovenské sekce Svazu čsl. měst a obcí přeměněna na samostatný Slovenský krajinský sväz obcí a miest, který se stal stálým členem Svazu čsl. měst a obcí.
V roce 1935 se svaz zabýval zákonem protiletadlové obrany v souvislosti s očekávanou válkou a finančním zajištěním povinností, které byly kladeny na obce. Následující vývoj aktivity svazu úplně utlumil. Časopis Národní výbory – časopis pro komunální politiku, který vycházel v letech 1946–1948, se ve svých článcích o činnosti svazu již nikde nezmiňuje.
Od roku 1964 se začali poloilegálně scházet zástupci devíti největších českých měst, tj. Liberce, Ústí nad Labem, Hradce Králové, Pardubic, Olomouce, Zlína, Českých Budějovic, Plzně a Brna. O svazu se ale nesmělo do roku 1968 mluvit, centrální orgány považovaly vznik svazu za nátlakovou akci a neměly v úmyslu ho povolit. V lednu 1968 vystoupili aktéři z poloilegality a 20. a 21. srpna 1968 zorganizovali setkání zástupců městských a místních národních výborů na Staroměstské radnici v Praze, kde se kolem 60 delegátů rozhodlo vytvořit Svaz českých, moravských a slezských měst a obcí. Zvolili prozatímní radu, kterou pověřili, aby předložila ministerstvu vnitra návrh stanov ke schválení. Svaz se měl stát přímým partnerem národních rad a Federálního shromáždění. Už v té době se do něho přihlásilo 118 národních výborů reprezentujících kolem 50 % obyvatel a 9. října 1968 byla podepsána zakládací listina Svazu. Svaz ve svém programovém prohlášení odsoudil vstup vojsk na naše území. Zpočátku měl alespoň ústní podporu centrálních orgánů, v následujícím roce však již s odmítáním a 20. listopadu 1969 byla činnost Svazu mocensky ukončena. Ministerstvo vnitra zastavilo řízení o schválení stanov a později byl Svaz odsouzen jako nátlaková skupina.
Ustavující sjezd novodobého svazu se konal 16. ledna 1990 v pražském Paláci kultury. Sjelo se na něj 495 delegátů, zástupců z národních výborů a Občanského fóra, tedy delegátů s hlasem rozhodujícím, kteří předložili písemnou přihlášku do Svazu, a přítomno bylo dále 30 delegátů s hlasem poradním a 130 zástupců z ostatních poradních organizací. Panovala tu velká různorodost názorů i určitá nejednotnost, ale přesto nakonec jednání vyznělo konstruktivně.
1. ledna 2014 byl svaz zapsán do spolkového rejstříku jako zájmové sdružení právnických osob s udaným datem vzniku 23. srpna 1995. K 19. říjnu 2015 byla zapsána změna právní formy na spolek.

## Členstvo
Dle zprávy z 21. února 2019 svaz sdružuje 2745 obcí, tj. 43,89 % z celkového počtu obcí v České republice, a členské obce svazu zastupují 8 430 896 obyvatel, tj. 79,7 % z celkového počtu obyvatelstva. Kromě obcí je členem svazu také Sdružení tajemníků městských a obecních úřadů ČR.
O přijetí nebo vyloučení člena rozhoduje předsednictvo, rozhodnutí o vyloučení podléhá přezkumu kontrolním výborem.

## Organizační uspořádání
Orgány svazu jsou Sněm Svazu, Rada Svazu, Předsednictvo, Předseda Svazu, Místopředsedové Svazu, Komory Svazu, Předsednictva Komor Svazu, Výbor a Kontrolní Výbor Svazu (ve stanovách psáno specifickým pravopisem). Svaz navenek zastupuje předseda a místopředsedové, přičemž každý z nich může při zastupování jednat samostatně nebo mohou k zastupování pověřit další osobu.
Každý člen svazu je členem jedné z komor svazu. Svaz má Komoru statutárních měst, Komoru měst a Komoru obcí, přičemž hlavní město Praha je členem komory statutárních měst a městyse jsou členy komory obcí. K hájení zájmů městských částí statutárních měst a hlavního města Prahy je určen Výbor, do nějž může každá městská část členských měst nominovat po jednom zástupci.

## Činnost
Hlavní činnost je zaměřena především na oblast legislativy a různých opatření, např. strukturální politiky, politiky sociálního začleňování či dotačních titulů, které se dotýkají života obcí. V roce 2004 se Svaz stal povinným připomínkovým místem v meziresortním připomínkovém řízení, v roce 2005 uzavřel s vládou České republiky dohodu o vzájemné spolupráci. Dohody o spolupráci má uzavřeny též s ministerstvy zemědělství, životního prostředí a místního rozvoje.
Svaz měst a obcí ČR je akreditovanou vzdělávací institucí pro vzdělávání úředníků územních samosprávných celků pro program „Veřejné zakázky a odpovědné veřejné zadávání“ (AK/PV- 672/2018, AK/VE-388/2018 a AK/I-45/2018), tyto semináře nabízí v rámci projektu „Efektivní správa obcí“ obcím a městům pro jejich úředníky zcela zdarma.
Svaz se účastní činnosti Evropské rady obcí a regionů (CEMR), Výboru regionů (CoR) a Kongresu místních a regionálních orgánů při Radě Evropy (CLRAE) a je zapojen i ve Světové organizaci měst a samospráv (UCLG). Svaz se účastní různých mezinárodních projektů, do jejichž realizace zapojuje své členy, a podporuje města a obce v navazování partnerské spolupráce.
Jednou z viditelných a medializovaných aktivit svazu je každoroční soutěž Vesnice roku.